# St. Gottfried (Münster)

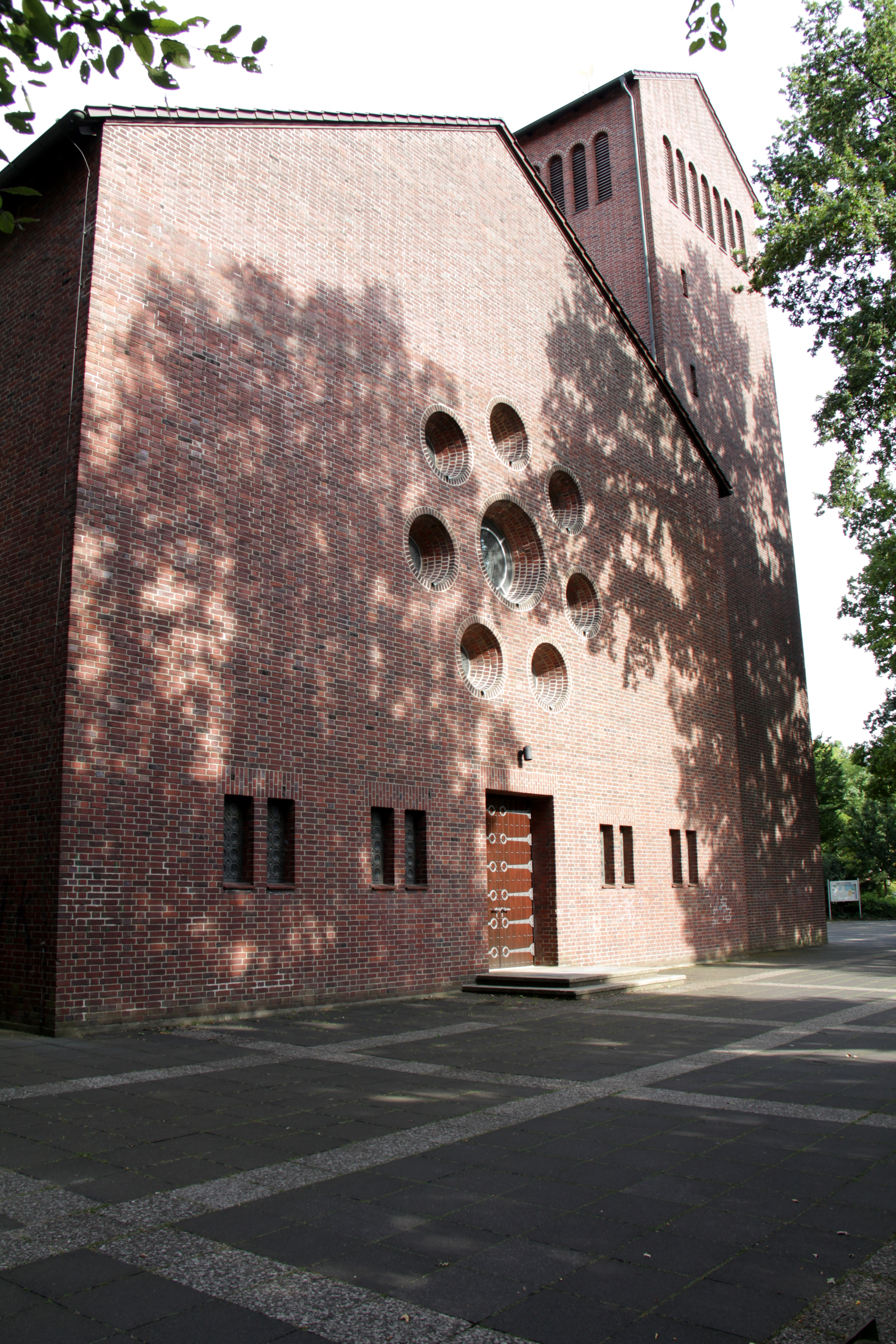

Die Kirche St. Gottfried ist eine römisch-katholische Pfarrkirche im Süden von Münster, unweit des St.-Clemens-Hospitals. 

## Geschichte
Gegründet wurde die Kirchengemeinde St. Gottfried im Jahr 1952. In diesem Jahr wurde auch der Grundstein für die St.-Gottfried-Kirche gelegt. Sie wurde nach Entwurf des Architekten, Bildhauers und Malers Hans Dinnendahl (Telgte) errichtet und 1953 geweiht. Namenspatron ist Gottfried von Cappenberg, ein westfälischer Adeliger, der von 1097 bis 1127 lebte. 
Der Turm wurde 1958 fertiggestellt, er beherbergt ein fünfstimmiges Geläut. 1963 wurde die Marienkapelle ausgebaut, 1974 war die Krypta fertig ausgebaut. 2002 wurde der Altarraum umgestaltet.

## Innenraum
Die Kirche ist als ein einschiffiger Kirchenraum mit halbrundem Chor angelegt. Der Turm ist der Kirche im Westen, auf der Südseite vorgelagert. An der Südseite befindet sich auch die Marienkapelle. 
Vor der Westwand breitet sich eine große Orgel- und Sängerempore aus, durch die die Rosette an der Westwand teilweise verdeckt wird. Die Rosette selbst besteht aus einem zentralen Rundfenster, das von sieben weiteren etwas kleineren Rundfenstern umgeben wird. Das mittlere Rundfenster zeigt die Mutter Gottes als Königin mit ausgebreiteten Armen. Die umgebenden Rundfenster enthalten Symbole, die auf Stationen des Lebens Marias hinweisen (u. a. Taube, durchbohrtes Herz).
Unterhalb der Orgelempore befindet sich der Taufbrunnen. 
Der Kirchenraum kommt ohne Pfeiler aus. Die Wandflächen sind aus Mauerwerk, das weiß gestrichen ist. Im oberen Drittel der Wände, einschließlich des Chors, befinden sich in gleichen Abständen gleich große Fenster mit Rundbögen. Oberhalb befindet sich eine flache, dunkelbraune Holzdecke. 

### Altarraum
Im Chor befindet sich eine „doppelte“ Altaranlage, die ursprüngliche, und eine neue, vorgelagerte Altarinsel, auf der sich heute der Altar befindet. 
Die ursprüngliche Altaranlage ist sozusagen ein „Bau im Bau“, eine stufenförmig ansteigende, halbrunde, nach außen durch eine Mauer umgrenzte „Anlage“, die von der Außenwand durch einen breiten Umgang abgesetzt ist. 
Ihren zentralen Abschluss findet sie durch eine Schildwand aus belgischem Granit, auf der eine Kreuzigungsgruppe steht, die ebenfalls von Hans Dinnendahl geschaffen wurde. In der Mitte steht das Kreuz mit der Christusfigur ohne Dornenkrone, flankiert von der Gottesmutter Maria und dem Heiligen Johannes. Der Schildwand vorgelagert steht der Sakramentsaltar, ebenfalls aus Granit.
2002 wurde der Zelebrationsaltar aus der ursprünglichen Altaranlage herausgenommen, etwas verkleinert und auf der vorgelagerten Altarinsel aufgestellt. 

### Chorfenster
Die fünf Chorfenster sind figürlich gestaltet. Das mittlere Fenster zeigt den thronenden Christus. Links und rechts davon befinden sich Engelsdarstellungen, auf zwei Fenstern jeweils ein Engel, der ein Weihrauchfass schwingt, auf den beiden weiteren je ein Engel, der eine Posaune bläst. 

### Krypta
Unterhalb des Chors befindet sich die Krypta. Sie wurde 1973–1974 zu einer Werktagskirche ausgebaut.

### Orgel

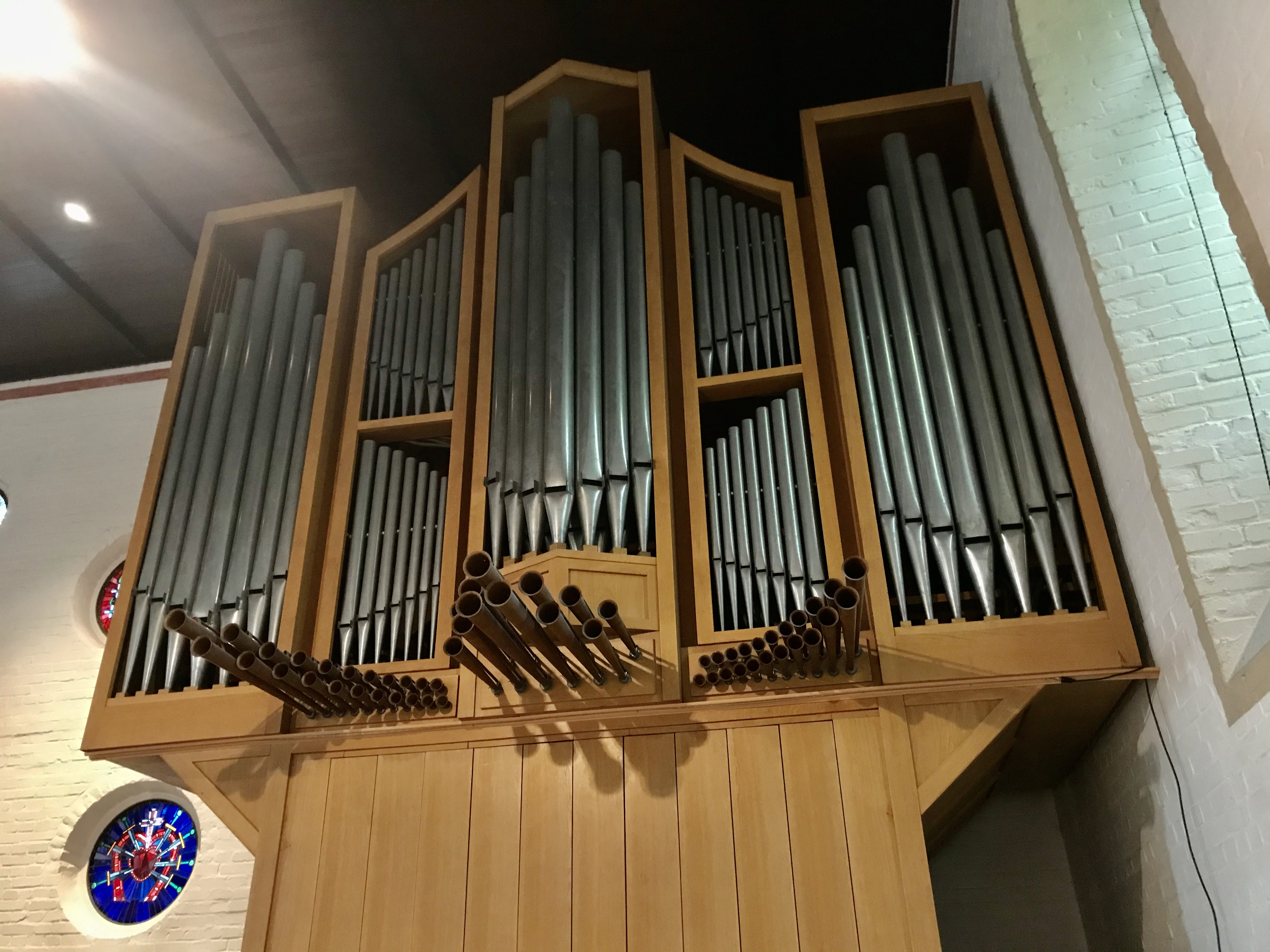
Orgelprospekt

Die Orgel wurde 1978 vom Muddenhagener Orgelbauer Lothar Simon erbaut. Sie hat 28 Register auf zwei Manualen und Pedal. Die Trompete des Hauptwerks ist als Spanische Trompete sichtbar dem Gehäuse vorgelagert und strahlt in den Kirchenraum ab. Die Spiel- und Registertrakturen sind elektrisch.
| I Hauptwerk C–g3 |              |       |
| 1.               | Bourdon      | 16′   |
| 2.               | Prinzipal    | 8′    |
| 3.               | Rohrflöte    | 8′    |
| 4.               | Gambe        | 8′    |
| 5.               | Oktave       | 4′    |
| 6.               | Gedacktflöte | 4′    |
| 7.               | Quinte       | 2 ⁄3′ |
| 8.               | Schwiegel    | 2′    |
| 9.               | Mixtur IV–V  |       |
| 10.              | Trompete     | 8′    |
|                  | Tremulant    |       |

| II Schwellwerk C–g3 |                |       |
| 11.                 | Gedackt        | 8′    |
| 12.                 | Salizional     | 8′    |
| 13.                 | Prinzipal      | 4′    |
| 14.                 | Blockflöte     | 4′    |
| 15.                 | Oktave         | 2′    |
| 16.                 | Siffflöte      | 1 ⁄3′ |
| 17.                 | Sesquialter II | 2 ⁄3′ |
| 18.                 | Scharff IV     |       |
| 19.                 | Franz. Oboe    | 8′    |
| 20.                 | Dulcian        | 16′   |
|                     | Tremulant      |       |

| Pedal C–f1 |             |        |
| 21.        | Subbass     | 16′    |
| 22.        | Oktavbass   | 8′     |
| 23.        | Gedacktbass | 8′     |
| 24.        | Quintbass   | 5 1⁄3′ |
| 25.        | Choralbass  | 4′     |
| 26.        | Nachthorn   | 2′     |
| 27.        | Mixtur IV   |        |
| 28.        | Posaune     | 16′    |

- Koppeln: II/I, I/P, II/P

## Glocken
Die Glocken goss 1958 der Bochumer Verein für Gussstahlfabrikation.
| Nr. | Patron           | Nominal | Gewicht  | Durchmesser |
| --- | ---------------- | ------- | -------- | ----------- |
| 1   | Josefsglocke     | c'-3    | 2.625 kg | 1.810 mm    |
| 2   | Marienglocke     | e'-5    | 950 kg   | 1.342 mm    |
| 3   | Gottfriedsglocke | g'-5    | 520 kg   | 1.106 mm    |
| 4   | Elisabethglocke  | a'-6    | 350 kg   | 981 mm      |
| 5   | Angelusglocke    | h'-4    | 250 kg   | 870 mm      |

## Umgestaltung und Rechtsstreit
Die Veränderung des Altarraums, insbesondere die Verkleinerung des Zelebrationsaltars, sorgte für einen jahrelangen Rechtsstreit über das Verhältnis von Urheberrecht und kirchlichem Selbstbestimmungsrecht. 
Eine der beiden Erbinnen von Hans Dinnendahl klagte auf Rückbau. Der Bundesgerichtshof (BGH) hob 2008 das der Klage stattgebende Urteil der Berufungsinstanz (Oberlandesgericht Hamm) auf und wies die Klage ab.
Nach Ansicht des BGH verstießen die Umbaumaßnahmen zwar gegen das urheberrechtliche Änderungsverbot, jedoch überwog das Interesse der Gemeinde an einem Umbau das Erhaltungsinteresse des Urhebers. 
Der BGH sah das kirchliche Selbstbestimmungsrecht und das Grundrecht der Religionsfreiheit der Gemeinde nicht hinreichend beachtet. Für die Entscheidung des BGH war maßgebend, dass die Gemeinde ihr Selbstverständnis bzw. ihre Glaubensüberzeugung substantiiert und nachvollziehbar dargelegt habe, gerade mit Blick auf die Liturgiereform des Zweiten Vatikanischen Konzils. Der Staat habe sich daher einer Bewertung dieser Glaubenserkenntnis zu enthalten. 
Zudem sei zu berücksichtigen, dass die Urheber-Seite wisse, dass der Eigentümer ein Bauwerk für einen bestimmten Zweck verwenden möchte, und daher damit rechnen müsse, dass sich aus wechselnden Bedürfnissen des Eigentümers ein Bedarf nach Veränderungen des Bauwerks ergeben könne. Der Schöpfer einer Kirche wisse, dass die Kirchengemeinde das Gotteshaus für ihre Gottesdienste nutzen möchte, und müsse gewärtigen, dass sich wandelnde Überzeugungen hinsichtlich der Gestaltung des Gottesdiensts das Bedürfnis nach einer entsprechenden Umgestaltung des Kircheninnenraums entstehen lassen.